# Iglesia sobre la sangre
La iglesia sobre la sangre en nombre de Todos los santos que resplandecieron en la tierra de Rusia (en ruso: Храм-на-Крови́ во и́мя Всех святы́х, в земле́ Росси́йской просия́вших) es una iglesia construida en Ekaterimburgo, Rusia. Pertenece a la Iglesia ortodoxa rusa y conmemora la canonización de los Románov en el año 2000. Fue construida entre 2000 y 2003 en el sitio donde estuvo la Casa Ipátiev, en cuyo sótano el zar Nicolás II de Rusia y su familia fueron asesinados.  
La Iglesia sobre la Sangre cubre 2 760 m². Comprende dos iglesias, un campanario, un anexo patriarcal y un museo dedicado a la familia imperial rusa. La iglesia principal fue consagrada por el patriarca de Moscú y toda Rusia, Alejo II, el 16 de junio de 2003.

## Ejecución de los Romanov
Después de la Revolución de febrero, el antiguo zar y su familia fueron llevados cautivos y retenidos como prisioneros durante la Guerra Civil rusa. El zar Nicolás y su familia fueron recluidos al principio en el Palacio de Alejandro en Tsarskoe Selo, a las afueras de San Petersburgo. Alexander Kerensky, líder del gobierno provisional los trasladó a la mansión del exgobernador en Tobolsk. Más tarde fueron trasladados a la Casa Ipatiev en Ekaterimburgo.
Con el avance de la Legión Checoslovaca (luchando con el Ejército Blanco contra los bolcheviques) hacia Ekaterimburgo, crecieron los temores de un posible intento de liberarlos, y los líderes bolcheviques locales, después de consultar con el liderazgo en Moscú, decidieron matar a la familia. En las primeras horas del 17 de julio de 1918, el zar Nikolái Aleksándrovich Románov, la zarina Alexandra Feodorovna, la gran duquesa Olga, la gran duquesa Tatiana, la gran duquesa María, la gran duquesa Anastasia y el zarévich Alexei fueron llevados al sótano de la casa Ipatiev y fueron asesinados a tiros y bayonetazos. La Legión Checoslovaca capturó la ciudad menos de una semana después.

## Casa Ipatiev
La casa Ipatiev, construida en la década de 1880, era una residencia espaciosa y moderna propiedad de Nikolai Ipatiev. El Soviet de los Urales le avisó con dos días de anticipación para abandonar la casa. Una vez que el edificio fue desocupado, el soviet construyó altos muros de madera alrededor de la casa. Los primeros en llegar de los Romanov fueron Nicolás, Alexandra Feodorovna y su hija María. Más tarde, se les unirían Olga, Tatiana, Anastasia y Alexei. Los Romanov serían prisioneros en su residencia final durante 78 días. En 1974, la mansión fue designada "monumento nacional"; pero tres años después, el 22 de septiembre de 1977, un equipo, bajo las órdenes del gobierno soviético y con la dirección de Boris Yeltsin, demolió la casa.

## La iglesia
El 20 de septiembre de 1990, el soviet de Sverdlovsk entregó la parcela a la Iglesia Ortodoxa Rusa para la construcción de una capilla conmemorativa. Después de la canonización del zar y su familia como portadores de la pasión, la Iglesia planeó construir un impresionante complejo conmemorativo dedicado a la familia Romanov. Se reunió una comisión estatal y se desarrollaron planes arquitectónicos y de financiación. La construcción comenzó en 2000.
El complejo completo comprende dos iglesias, un campanario, un anexo patriarcal y un museo dedicado a la antigua familia imperial; el altar de la iglesia principal está directamente sobre el sitio de la ejecución de los Romanov. El complejo cubre un total de 2 760 m².
El 16 de junio de 2003, 85 años después de la ejecución de la antigua familia imperial, la iglesia principal fue consagrada por el obispo metropolitano Yuvenaly, delegado por el patriarca Alejo II, que estaba demasiado enfermo en ese momento para viajar a Ekaterimburgo, con la asistencia de todo el clero ortodoxo ruso de la Federación de Rusia. En 2003, el presidente Vladímir Putin y el canciller alemán Gerhard Schroeder se reunieron en Ekaterimburgo y visitaron la iglesia.